# توپ‌قاپی (فیلم)
توپ‌قاپی (به انگلیسی: Topkapi) فیلمی تکنی‌کالر در سبک سرقت به کارگردانی و تهیه کنندگی کارگردان آمریکایی مهاجر ژول داسن است که در سال ۱۹۶۴ منتشر شد. این فیلم از روی رمانی با نام روشنایی روز نوشتهٔ اریک امبلر ساخته شده و کار اقتباس آن روی دوش مونیا دانیشوسکی بوده‌است. ستارگان این فیلم ملینا مرکوری، ماکسیمیلیان شل، پیتر اوستینوف، رابرت مورلی، جیل سگال و آکیم تامیروف بودند. موسیقی این فیلم اثر مأنوس هاجیداکیس، فیلمبرداری آن کار آنری آلکان و طراحی لباس به عهدهٔ تئونی وی. آلدریج بوده‌است. شرکت تهیه کنندهٔ آن فیلم‌ویز پیکچرز و توزیع کنندهٔ آن یونایتد آرتیستس بود.

## بازیگران
- ملینا مرکوری
- پیتر اوستینوف
- ماکسیمیلیان شل
- رابرت مورلی
- آکیم تامیروف
- جس هان
- ژو دسن
- تیتوس واندیس